# Adémaï au poteau-frontière
Adémaï au poteau-frontière é um filme de comédia francesa de 1950, dirigido por Paul Colline, escrito por Paul Colline, e estrelado por Paul Colline como um camponês e com Louis de Funès como soldado.

## Elenco
- Paulo Colline como Adémaï, o camponês
- Sophie Carral como a contrabandista feminina
- Noël Roquevert
- Jean Richard
- Thérèse Aspar
- Louis de Funès : soldado (não creditado)
- Simone Duhart
- Alice Leitner
- Paulo Barre
- Raymond Girard
- Max Revol
- Suzanne Grujon
- Jacques Mareuil
- Rios Cadete
- Maurice Schutz
- René Lecuyer